# Kobieta, która się śmieje
Kobieta, która się śmieje – polsko-amerykański film z 1931 roku.

## Treść
Młoda kobieta Iza – żona jednego z nowojorskich bankierów zostaje przyłapana, przez dziennikarza w towarzystwie pijanego mężczyzny, który wtargnął do jej pokoju. Dziennikarz niezgodnie z prawdą opisuje tę sytuację w swoim piśmie jako skandaliczne wydarzenie. Sytuację postanawia wykorzystać jej mąż, który chce uzyskać rozwód i związać się z przyjaciółką. Przeprowadzenie sprawy rozwodowej zleca adwokatowi Farrowi. Prawnik, nie wierzący w niewinność Izy usiłuje doprowadzić do odebrania jej dziecka. Iza postanawia spotkać się z nim osobiście.

## Obsada
- Zofia Batycka (Iza Brenton)
- Aleksander Żabczyński (adwokat Farr)
- Krystyna Ankwicz (Krystyna)
- Wiktor Biegański (dyrektor Brenton)
- Zofia Ślaska (Dolly)
- Wiesław Gawlikowski (pan Playgate)
- Ari Arkadi (reporter)